# Boomtown
Unter Boomtown (von engl. to boom ‚sich schnell aufwärts entwickeln‘) versteht man eine Stadt, die aufgrund besonderer wirtschaftlicher Ereignisse oder politischer Umstände sehr schnell groß oder aufgrund dessen überhaupt erst gegründet wird.

## Bedingungen
Das Wachstum ist in der Regel auf eine in der Nähe gemachte Entdeckung einer wertvollen Ressource, wie Gold, Silber oder Erdöl begründet. Doch auch andere Gründe, wie etwa die Nähe zu einem großen Ballungsraum, große Bauprojekte oder bestimmte Attraktionen können für das Wachstum der Bevölkerung und der Stadtfläche verantwortlich sein. Anziehend für Teile der Bevölkerung sind dann die Arbeitsplätze und die im Ort vorhandenen finanziellen Mittel, die Kleinbetriebe und Dienstleistungsunternehmen hervorbringen. Typisches Beispiel sind einige Goldgräberstädte.

## Wandel
Frühe englische Boomtowns wie Leeds, Liverpool und Manchester erlebten während der industriellen Revolution um die Wende des 19. Jahrhunderts einen rasanten Anstieg der Bevölkerung und der Wirtschaftstätigkeit. Wichtige Städte des vorindustriellen Englands wie Bristol, Norwich und York fielen damals zurück. In den neuen Boomtowns wurden Fabriken eingerichtet, um die hervorragende Infrastruktur und die Verfügbarkeit billiger Kohle zu nutzen.
Mehrere sogenannte Boomtowns in den USA, die im 18. und 19. Jahrhundert entstanden waren, wurden nach Erschöpfung der Ressourcen zu Geisterstädten. Insbesondere der kalifornische Goldrausch im Westen der Vereinigten Staaten stimulierte in dieser Zeit diese Entwicklung. Auch kann der Wegzug steuerrelevanter Unternehmen den Boomtownstatus verringern oder gar umwandeln. Ein Beispiel ist die US-amerikanische Stadt Detroit, die durch die Firmen General Motors, Ford und Chrysler als Automobilstadt galt und seit den 1960ern bedingt durch Wirtschafts- und Finanzkrisen einen Abschwung und starken Rückgang der Bevölkerung erlebt und sich 2013 für insolvent erklären musste.
Eine weitere typische Boomtown ist Triest in Italien. Im 19. Jahrhundert begann mit dem Freihafen und durch die Öffnung des Suezkanals eine starke wirtschaftliche Entwicklung. Zu Beginn des Ersten Weltkriegs war das zentral gelegene ehemalige Fischerdorf mit seinem Tiefwasserhafen die drittgrößte Stadt der Habsburgermonarchie. Im 20. Jahrhundert war die Stadt aufgrund der vielen neuen Grenzen, der beiden Weltkriege, des Kalten Krieges und des Jugoslawienkonflikts lange Zeit völlig isoliert und geschrumpft. Der Warenumschlag im Hafen und die Immobilienpreise gingen stark zurück. Erst als die umliegenden Länder der EU beitraten, kehrte Triest in das wirtschaftliche Zentrum Europas zurück.